# Dufouria chalybeata
Dufouria chalybeata là một loài ruồi trong họ Tachinidae.